# BeReal
BeReal là một ứng dụng truyền thông mạng xã hội của Pháp ra mắt vào năm 2020. Ứng dụng này được phát triển bởi Alexis Barreyat, và Kevin Perreau và đã trở nên phổ biến với người dùng thuộc thế hệ Gen Z vào đầu năm 2022.
BeReal hoạt động bằng cách yêu cầu người dùng chia sẻ ảnh từ bất cứ điều gì họ đang làm trong khoảng thời gian hai phút được chọn ngẫu nhiên mỗi ngày. Các nhà phê bình ghi nhận sự nhấn mạnh của ứng dụng vào tính chân thực, nhưng một số người lại cho rằng đó là sự tẻ nhạt.

## Lịch sử
Ứng dụng này được phát triển bởi Alexis Barreyat, một cựu nhân viên của GoPro, và Kevin Perreau, và dần trở nên thịnh hành với người dùng thuộc Gen Z vào đầu năm 2022. BeReal được truyền bá rộng rãi thời gian đầu trong khuôn viên trường đại học, một phần là do chương trình chương trình tìm kiếm đại sứ sinh viên đươc trả tiền.  Đến tháng 4, ứng dụng đã có hơn 6,8 triệu lượt tải về, với phần lớn lượt tải là vào năm 2022. BeReal đã nhận được 30 triệu đô la vốn đầu tư mạo hiểm từ Andreessen Horowitz.

## Tính năng
Mỗi ngày một lần, ứng dụng sẽ thông báo cho tất cả người dùng một cửa sổ có thời lượng 2 phút để đăng ảnh và yêu cầu người dùng chia sẻ hình ảnh từ bất cứ điều gì họ đang làm tại thời điểm đó. Cửa sổ này thay đổi theo từng ngày. Nếu một người dùng đăng hình ảnh hàng ngày của họ lâu hơn hai phút thì người dùng sẽ nhận được thông báo về điều này. Người dùng không được đăng nhiều hơn một ảnh mỗi ngày. Do chu kỳ tương tác hàng ngày, BeReal đã được so sánh với Wordle, một ứng dụng vốn đã trở nên phổ biến sớm hơn từ trước năm 2022.
BeReal được mô tả là được thiết kế để cạnh tranh với Instagram, đồng thời nhấn mạnh đến việc không nghiện và lạm dụng mạng xã hội. Ứng dụng không cho phép bất kỳ bộ lọc ảnh hoặc chỉnh sửa nào khác và không có quảng cáo hoặc hiển thị số lượng người theo dõi.

## Tiếp nhận
Jason Koebler từ trang web Vice đã nhận xét rằng ứng dụng này trái ngược lại với Instagram. Instagram là nơi thể hiện một cái nhìn không thực tế về cuộc sống của mọi người, còn BeReal thay vào đó "cho thấy cuộc sống cực kỳ nhàm chán của mọi người." Niklas Myhr, một giáo sư truyền thông xã hội học tại Đại học Chapman, lập luận rằng mức độ tương tác của người dùng có thể xác định liệu ứng dụng có phải là một xu hướng nhất thời hay có "sức mạnh duy trì bền vững". Kelsey Weekman, một phóng viên của BuzzFeed News, lưu ý rằng việc ứng dụng không sẵn sàng "tôn vinh sự tầm thường của cuộc sống" khiến nó cảm thấy "khiêm tốn", mặc dù nó nhấn mạnh vào tính chân thực.